# شارون والرافن
شارون والرافن (بالهولندية: Sharon Walraven) مواليد 19 يونيو 1970 في هولندا، هي لاعبة تنس كراسي متحركة هولندية بدأت مسيرتها كمحترفة سنة 1994. أعلى تصنيف لها في الفردي كان المركز الـ 2 في سنة 2005. أعلى تصنيف لها في الزوجي كان المركز الـ 1 في سنة 2005.

## بطولات حققتها
- دورة رولان غاروس الدولية
- بطولة ويمبلدون
- بطولة أستراليا المفتوحة للتنس
- بطولة أمريكا المفتوحة للتنس

## الميداليات
| الميدالية | المسابقة                              |
| --------- | ------------------------------------- |
| ذهبية     | دورة الألعاب البارالمبية الصيفية 2008 |
| فضية      | ألعاب بارالمبية صيفية 2000            |

## وصلات خارجية
- الموقع الرسمي